# 原子炉反応度事故の研究
原子炉反応度事故の研究（げんしろはんのうどじこのけんきゅう）とは、安全な原子炉を開発するために、実際に原子炉を造り、あるいは実験用原子炉内で模擬的に実用炉内環境を作り出し、原子炉に大きな反応度を印加し、その反応挙動を見るものである。

## 歴史
1952年から1957年にかけて、アメリカ合衆国アルゴンヌ国立研究所がアイダホ州にあるアメリカ国立原子炉実験場(National Reactor Testing Site)で、沸騰水型軽水炉を開発する目的で行ったBORAX実験(BOiling ReActor eXperiments)実験の締めとして行われた。この手の実験としては初めてのものである。原子炉に大きな反応度を一度に加えるこの実験は1954年7月に行われた。
原子炉に強大な反応度を印加したとき、原子炉はどのようなことになるかを見るための実験であった。当初の予想では、原子炉は余りにも急に増える中性子の数を処理しきれないため、暴走状態にいたり破壊されてしまうだろうというものだった。BORAX実験の結果、余りに強い反応度を加えたとき、原子炉は暴走し破壊に至るということが解った。しかし、当時は"どれだけの強さ"の反応度を、"どのくらい長く"加えれば壊れるかといった、定量的な解析は出来なかった。当時は計算機が実用化されておらず、データの解析が出来なかったためである。
その後の1961年、アメリカは海軍の訓練用原子炉であるSL-1(Stationary Low-Power Reactor Number One)で反応度事故を起こしてしまった。
1963年から1970年にかけて、同地で行われた一連の実験であるSPERT(Special Power Excurtion Test)がおこなわれたが、「何故、原子炉に強い反応度を加えたら壊れるか」を解明するまでは、この実験が行われるまで待たなければいけなかった。
また、1972年(昭和47年)、日本の原子炉安全性研究炉NSRRにて、研究用炉心に実際の運転状態における軽水炉の炉心内部を模擬したカプセルを設置し、その中に装荷した燃料棒を破壊するという一連の実験が行われた。これにより、暴走時、燃料棒内の燃料が発熱し、その熱量でセラミック状態の燃料が溶融し、耐え切れなくなった燃料棒被覆管から冷却水内へ溶融したマグマ状の燃料が噴出し、水蒸気爆発が起こるのが原子炉破壊のプロセスであると解った。

## リンク
- Summaries of BORAX experiments in Appendix B of Idaho National Laboratory's history Proving the Principle.
- NSRR